# ドイツ鉄道425形電車
ドイツ鉄道425形電車（DBAG Baureihe 425）は、ドイツ鉄道が運用するSバーンおよび地域輸送向けの交流電車である。1999年から2008年にかけて4両編成249本が製造され、主にドイツ西部の都市近郊や電化区間の広い範囲でSバーン・普通（RB）・快速（RE）として運用されている。
編成は423形、424形と同じく連接構造の4両編成で、派生系列として連接2両編成の426形も製造されている。本稿では派生系列の426形も併せて解説する。

## 概要
基本的には424形を踏襲するが、地域輸送を重視して立席定員が削減されており、最高速度も160km/hに引き上げられている。ただし、160km/h運転には保安装置の対応が必要で、未対応時の最高速度は140km/hとなる。
両端の先頭車は425形、中間の2両は435形を名乗る。車両番号は第1編成の場合で見ると、1両目から、425 001 - 435 001 - 435 501 - 425 501となる。3両目と4両目には500が加算される。また編成番号は、001-156、201-240、250-269、271-283、301-320のように、飛び飛びになっている。
Sバーンでは2003年開業のラインネッカーSバーンに投入されたほか、ハノーファーSバーンでも増備用として、またマグデブルクのミッテルエルベSバーンでも従来の電気機関車・客車のプッシュプル列車の置き換え用として導入された。

## 車両構造

### 車体
構体 (Wagenkasten) はアルミニウム製の押し出し成形断面の溶接で組み立てられている。外部表面を出来るだけ平滑にして突起を少なくするため、窓ガラス、窓枠及び構体が互いに簡潔に接着されている。この表面の影で空気抵抗が改善され、表面のセルフクリーニングが可能である。窓ガラスは二重構造の断熱材で製造されている。
編成車両の長さは420形に近い67.5 mだが、4つの車両で構成され、各車両の間の通行と透視が可能であることが420形と異なる。各車両の間の通路を確保する為に、連結部の下に連接台車が装着されている。これにより、連結面の長さを短縮している。
旅客が乗り降りする自動扉は1両あたり片側2つある。1編成では片側8つの扉があることになり、乗降時間の短縮を実現している。

### 主要機器
424形と同じく、425形には制御装置として1.2 MVAの変圧器、VVVF制御器 (Stromrichter) 、電力供給装置、制御器及び受信器付きの圧縮空気制動装置 (Druckluft-Bremsausrüstung) が搭載されている。一方426形には変圧器とVVVF制御器のみが搭載されている。 
VVVF制御器で2台の外側連接台車と端台車にある主電動機を駆動し、回生ブレーキも装備している。中央の台車は付随台車である。
425形の先頭部にはシャルフェンベルク式連結器が設置されている。乗客数に応じて列車の長さを調節でき、柔軟な運用が可能である。424形・425形・426形は互いに併結可能である。

### 車内
床面高さは424形と同じく798 mm (或いは780 mm) である。425形電車は様々なホームの高さに対応できて、編成当たり4つの車椅子用踏み板が備え付けられている。
両先頭車とも、運転室の後ろには一等席が12席配置されている。二等席は一等席と色で区別されており、2+2列に配置されている。
利用客は425形と426形の設備を絶えず批判しており、特に乗車時間が長い場合は座席がとても硬く、肘掛けがないことが指摘されている。その他の不便な点は、VVVFインバータ制御に起因する主電動機からの騒音、ファンの騒音、繁く使用できないトイレなどがある。車椅子の乗客の場合、乗務員が踏み板で乗車と下車を手伝う必要がある。

## 426形
ドイツ鉄道426形電車（DBAG Baureihe 426）は、1999年から製造されている系列で、425形の2両編成版である。全部で43編成が製造され、主にドイツ西部の電化区間で、輸送量の少ない線区を中心に運用されている。
編成長は36.5m、3台の台車の中央1台は付随台車、両端の2台は電動台車で、編成としての出力は1,175kWとなる。
車両番号は第1編成の場合で見ると、1両目から、426 001 - 426 501となる。2両目には500が加算される。1等室は片側の運転台後ろにのみ設置されている。

## 運用現況
全ての車両はドイツ鉄道によって運用されている。
| 運用子会社                          | 投入路線 | 備考欄         |
| ----------------------------------- | --- | -------------- |
| DBレギオNRW                         | RE1、RE8、RE11、RB27、RB33、RB37、RE42 |                |
| DBレギオ バーデン＝ヴュルテンベルク | - シュトゥットガルト - カールスルーエ - シュトゥットガルト - ウルム - ヘレンベルク - オイティンゲン - ハイルブロン - オスターブルケン - シュトゥットガルト運輸連合: RB11 - バクナング - ムルハルト - ジンゲン - シャフハウゼン - エアツィンゲン - シャフハウゼン - バクナング - シュヴェビシュハル・ヘッセンタール |                |
| DBレギオ中部                        | - ラインネッカー運輸連合: RE2、RB2、RE3、RB44、RB60、RB62、RB67 - NRWのRB27 - ラインマイン運輸連合: RB58、RE59 - ザールラント運輸連合: RB70、RB71、RB73、RB76 - ハイルブロン - ビーティクハイム＝ビシンゲン - ラインネッカーSバーン                                                                                | 2017年12月基準 |
| DBレギオバイエルン                  | - トラウンシュタイン - ルーポルディング - フライジング - ランツフト - ヴュルツブルク - バンベルク - バンベルク - ハースフルト - ヴュルツブルク - キシンゲン - ヴュルツブルク - トロイヒトリンゲン | 2016年8月基準  |
| DBレギオ南東                        | - マグデブルク地域運輸連合: RE20、RB32 - ミッテルエルベSバーン | 2015年12月基準 |
| DBレギオ北部                        | ハノーファーSバーン |                |

## ドイツ国外向け
マレーシア・クアラルンプールの空港連絡鉄道、エクスプレス・レール・リンク向けに、425形をベースとした車両が使用されている。